# Jules Barbier
Jules Barbier (París, Illa de França, 8 de març de 1825 - 16 de gener de 1901) fou un autor dramàtic francès.
Fou un dels més fecunds autors dramàtics del segle xix, avarcant en totes les seves obres tots els gèneres teatrals amb tal encert que August Vacquerieva dir d'ell que posseïa l'entremaliadura i enginy d'Aristòfanes.
També publicà diversos volums de poesia com:
- La Gerbe, (1943).
- Le Franc Tireur, cants patriòtics de guerra (1871)
- Fleurs blessées, (1890).
- Théatre en vers, dos volums (1879).

Debutà en el teatre amb el drama Le poète, (1847), que acollí bona acollida en la Comedie francesa, al que li seguiren.
- L'Ombre de Molière, (1847).
- Amour et bergerie, drama (1848).
- André Chenier, drama (1848).
- Bon gré mal gré, comèdia (1849).

Des de llavors data la seva col·laboració amb Decourcelle i Barrière, de la que resultaren els drames Un drame de famille, (1849), Jenny l'ouvrière,(1850) en col·laboració Decourcelle, que fou un dels melodrames que més durareder èxit tinguere en el seu temps:
- Laurence, (1850).
- Les Contes fantastiques d'Hoffmann, (1851).
- Derniers adieux, (1851).
- Le Memorial de Sainte-Heléne, (1852).
- Les Marionnettes du Docteur, (1852).
- Princesse et Favorite, (1865).
- Cora ou l'esclavage, (1865).
- Maxwell, (1867).
- Jeanne d'Arc, amb cors de Gounod (1873).
- Un retour de jeunesse, (1877).
- Neró, (1885).

amb els mateixos col·laboradors estrenà les comedies:
- Graziella, (1849), posada en música per Antony Choudens el 1875.[1]
- Le feu de paille, (1849).
- Les amoreux san le savoir, (1850).
- L'amour mouillé, (1850).
- Un roi de la mode, (1851).
- Voyage au tour d'une jolie femme, (1852).
- Le maitre de la maison, (1866).
- La loterie du mariage, (1868).
- Un homme à plaindre, (1879), etc.

Com a llibretista, en col·laboració generalment amb Cavré, figurà en primera línia durant llargs anys, devent-se-li infinitat de llibres tant d'òpera com d'opereta, entre ells: 
- Galatée, (1852), òpera còmica molt popular a França.
- Le roman de Rose, (1853).
- Les noces de Jeannette, (1853).
- Les sabots de la marquise, (1854).
- Dencalion et Pyrrha, (1855).
- Valentine d'Aubigny, (1856).
- Les noces de Figaro, (1858).
- Faust, (1859), música de Gounod,
- Le Pardon de Ploërmel, (1859) música de Meyerbeer, que traduí a l'italià amb el títol de Dinorah, va recórrer triomfalment tots els teatres d'Europa i Amèrica,
- La nuit aux Gondoles, (1861),
- La Statue, (1861) música de Reyer,
- La fille d'Egypte, (1862),
- La Reine de Saba, (1862),
- Peines d'amour perdues, (1863),
- Le mariage de don Lope, (1865),
- La Colombe, (1866),
- Roméo et Juliette, (1867),
- Don Quichotte, (1869),
- Jeanne d'Arc, (1873),
- Paul et Virginie, (1876),
- Les amoreux de Cathérine, (1876),
- Le timbre d'argent, (1876), amb música de Saint-Saëns,
- Sylvia, ballet amb música de Delibes (1876),
- Grasielle, (1877),
- Polyencte, (1878), amb música de Gounod,
- La reine Berthe, (1882),
- Les Contes d'Hoffmann, (1882),
- Francoise di Rimini, (1882), amb música de Thomas,
- Nerón, (1885), amb música de Rubinstein,
- Une nuit de Cleopâtre, (1885),
- Bianca Cappello, (1886),
- La tempéte, (1889), ballet.

A més traduí l'òpera de Nicolai, Les joyeuses Commères de Windsor, que fracassà en el teatre Líric de París.